# 浮陽公主
浮阳公主（?—?），勃海郡蓨县（今河北省衡水市景县）人，追尊齐神武帝高欢之女。

## 生平
浮阳公主的母亲是冯娘，是冯子昂之妹，本来是魏任城王元彝妃，后来改嫁尔朱世隆。高欢纳娶冯娘之后，生浮阳公主。北齐武平年间，浮阳公主嫁给安州刺史李谧之子李千学，李千学出任驸马都尉、南青州刺史。